# Zespół Uzgadniania Dokumentacji Projektowej
Zespół Uzgadniania Dokumentacji Projektowej – organ zajmujący się uzgadnianiem dokumentacji projektowej oraz realizacją zadań, które są związane z geodezyjną ewidencją sieci uzbrojenia terenu. Wydaje uzgodnienia i opinie, które są potrzebne inwestorowi posiadającemu projekt domu. Uzgodnienia te są konieczne, kiedy do budowy domu niezbędne jest zrealizowanie elementów infrastruktury na terenie, który znajduje się poza własną działką, a za zaprojektowanie ich jest odpowiedzialny inwestor, a nie dostawca mediów. Zespół nie uzgadnia samego budynku, ale przyłącza (wtedy, kiedy są one projektowane). Uzgodnienia są najczęściej przeprowadzone przez geodetę, który, w zależności od potrzeb, współpracuje z projektantami różnych specjalności.